# آدم جميلي
آدم جميلي (بالإنجليزية: Adam Gemili) مواليد 6 أكتوبر 1993 في لندن، هوعداء بريطاني متخصص في الجري السريع. أفضل رقم شخصي له هو 9.97. شارك في دورة الألعاب الأولمبية. سبق أن فاز بالميدالية الذهبية في بطولة أوروبا لألعاب القوى. فاز بجائزة أفضل لاعب قوى في أوروبا.

## وصلات خارجية
- آدم جميلي على موقع الاتحاد الدولي لألعاب القوى (الإنجليزية)
- آدم جميلي على موقع الاتحاد الأوروبي لألعاب القوى (الإنجليزية)
- آدم جميلي على موقع الاتحاد البريطاني لألعاب القوى (الإنجليزية)
- آدم جميلي على موقع ThePowerOf10.info (الإنجليزية)
- آدم جميلي على موقع الدوري الماسي (الإنجليزية)
- آدم جميلي على موقع قاعدة بيانات كرة القدم.إي يو (الإنجليزية)
- آدم جميلي على موقع Soccerbase.com (لاعب) (الإنجليزية)
- آدم جميلي على موقع اللجنة الأولمبية الدولية (الإنجليزية)
- آدم جميلي على موقع أوليمبيديا (الإنجليزية)
- آدم جميلي على موقع اللجنة الأولمبية البريطانية (الإنجليزية)